# Super Mario Land 2: 6 Golden Coins
Super Mario Land 2: 6 Golden Coins – komputerowa gra platformowa stworzona i wydana przez Nintendo w 1992 roku. Jest to kontynuacja gry Super Mario Land i pierwsza w której występuje Wario. Redakcja magazynu „Nintendo Magazine” oceniła grę jako 44 najlepszą produkcję od Nintendo.

## Rozgrywka
Większość mechanik zawartych w grze przypomina te z klasycznej wersji Super Mario Bros. Gracz steruje postacią Mario poruszającą się po dwuwymiarowych poziomach. Postać musi skakać nad przepaściami, unikać potworów i przejść każdy poziom w wyznaczonym czasie. Głównym zadaniem jest zdobycie sześciu tytułowych monet, pokonanie Wario i przejęcie zamku.